# حزمة برامج إ تو اف اس
برامج إ تو اف اس (بالإنجليزية: e2fsprogs)‏ ويطلق عليها أيضا e2fs programs ، هي مجموعة من الأدوات المساعدة للحفاظ على نظم الملفات إكس تي 2 ext2 وإكس تي 3 ext3 وإكس تي 4 ext4 , هذه النظم الثاتثة هي النظم الاقتراضية لتوزيعات لينكس وتعتبر رزمة برامج إ تو اف اس رئيسية للحفاظ على هذه النظم.

## استخداماتها

إف إس سي كيه time/Inode Count(إكس تي 3 vs. إكس تي 4)

## قائمة بالبرامج والاوامر الخدمية لحزمة e2fsprogs
e2fsck
mke2fs
resize2fs
tune2fs
dumpe2fs
debugfs
filefrag
logsave
e2undo
e2label
findfs
badblocks
blkid
e2freefrag
chattr
e2image
e4defrag
findsuper
lsattr